# All I Ask
Singles de Adele
Hello
(2015) When We Were Young
(2016)
All I Ask est une chanson de l'auteure-compositrice-interprète anglaise Adele pour son troisième album studio 25 (2015). La chanson a été écrite par Adele, Bruno Mars, Philip Lawrence (en) et Christopher Brody Brown, avec la production de The Smeezingtons. Soutenue par un piano, la ballade pop décrit la chanteuse à la recherche d'une dernière nuit avec son partenaire, avant que le couple ne se sépare.
All I Ask a reçu un accueil unanime des critiques musicales, avec des éloges pour ses paroles, sa production et la performance vocale d'Adele. Le morceau a atteint la 41e place du UK Singles Chart et la 77e place du Billboard Hot 100 américain. Il a également atteint les 10e, 21e, 66e et 65e places en Corée du Sud, en Finlande, en France et en Australie respectivement. Il a été certifié disque de platine par Music Canada (MC) et disque d'or par la British Phonographic Industry (BPI). Adele l'interpréte lors de plusieurs spectacles, notamment The Ellen DeGeneres Show et la 58e cérémonie annuelle des Grammy Awards, tous deux en février 2016. Le morceau est interprété à certaines dates lors de la tournée Adele Live 2016.

## Contexte et production
Bien que Bruno Mars ait eu en tête une « grande ballade de diva », lui et Adele ont commencé à diriger des sessions pour son troisième album studio, 25 (2015), essayant initialement de créer une chanson rythmée. Lorsque le duo a commencé à écrire, Adèle n'arrêtait pas de dire : « Je ne veux pas faire ça, je n'aime pas ça », jusqu'à ce qu'ils jouent quelques accords qu'elle aimait et que All I Ask soit créé. Selon Mars, comme dans une scène du film Jurassic Park de 1993, Adèle a fait vibrer l'eau pendant l'enregistrement de la chanson dans une cabine de studio. Dans le même ordre d'idées, selon l'ingénieur du son de la chanson, Charles Moniz, la voix d'Adèle a fait tomber sa tasse de thé à un assistant pendant l'enregistrement, affirmant qu'il « pensait que c'était fini et qu'elle avait crié une note ». Adèle considère que le chant de All I Ask est le plus « frimeur ». Adèle et Mars étaient en désaccord sur les paroles : « Prends-moi par la main pendant que nous faisons ce que font les amoureux », mais Mars a ensuite changé d'avis et a déclaré que « amoureux » est « ce grand mot qui rend la chanson plus grande parce que personne ne le prononce. Parce que personne ne parle comme ça, il impose ». Ils ont terminé la chanson en deux sessions. Adèle a déclaré : « Pouvez-vous imaginer le plaisir que Bruno et moi avons eu à faire ça ? ».
All I Ask a été écrit par Adkins, Mars, Philip Lawrence (en) et Christopher Brody Brown, avec une production des Smeezingtons. Brown et Greg Phillinganes ont joué du piano, tandis que Moniz, avec l'assistant ingénieur Jacob Dennis, a conçu le morceau. Tom Elmhirst a mixé All I Ask aux Electric Lady Studios à Greenwich Village, avec Joe Visciano comme assistant de mixage. Il a été remastérisé par Tom Coyne et Randy Merrill, avec Ryan Smith remasterisant la version vinyle.

## Composition
Inspiré par l'auteur-compositeur-interprète américain Billy Joel, le piano est la seule instrumentalisation de la chanson,. Il s'agit d'une ballade d'amour sentimentale qui aborde le thème de la mélancolie, en utilisant des « motifs de piano nets et rapides »,. La chanteuse a demandé à son amant de passer une dernière nuit avec elle avant qu'ils ne se séparent. Elle traite la fin de la relation « comme si c'était au ralenti », selon Jon Dolan 'Rolling Stone. All I Ask est écrit dans la tonalité de mi majeur (et passe à fa majeur au troisième refrain) avec un tempo de 71 battements par minute en temps commun, et suit une progression d'accords de mi–sol ♯ m–la sus2 –b dans les couplets avec son chant s'étendant de mi 3 à ré 5. Paste d'Holly Gleason a décrit All I Ask comme une chanson « la dernière fois que nous faisons l'amour », ajoutant qu'elle est « une pure torch » et sert d'invitation à progresser au-delà, mais « restez dans l'instant présent et profitez-en complètement » pendant un moment.
Neil McCormick du Telegraph a décrit la chanson comme une « ballade au piano profonde et résonnante ». Liz Rowley de Mic a écrit que la chanson laisse l'auditeur avec « un solide sentiment d'acceptation de l'amour perdu, et clarifie la terrible finalité que la résignation apporte avec elle », ajoutant qu'elle « arrive à un plan émotionnel dévastateur mais totalement réaliste ». Tom Breihan de Stereogum a qualifié All I Ask de « pleureur » et l'a comparé au travail de la chanteuse américaine Barbra Streisand. Dans un article pour Entertainment Weekly, Leah Greenblatt décrit la chanson comme une « ballade au piano palatiale » et comme un « véhicule classique imprégné d'une production majestueuse et d'une mélancolie mineure ».

## Réception critique
All I Ask a reçu un accueil très favorable de la part des critiques musicales. Sarah Rodman du Boston Globe l'a qualifié de « gros 11 » « numéro d'heure » qui passe de « plaintif » à « envolé ».
Écrivant pour PopMatters, Chris Gerard a qualifié la chanson de « moment fort » et de « magnifique ballade », décrivant la performance vocale d'Adele comme « absolument palpitante », mais a noté qu'elle « [avait] un peu de cette mièvrerie qui infecte souvent les ballades d'amour ». Jon Caramanica du New York Times a classé All I Ask comme la cinquième meilleure chanson de 2015. Dans une critique élogieuse, il a observé un changement de vitesse palpable et a qualifié la chanson de « chef-d'œuvre », ajoutant qu'elle est « encore plus grande que la légende ». Natalie Finn de E! a senti que ses paroles, « It matters how this ends / cause what if i never love again ? » (ça importe comment ça finit, car que se passe-t-il si je n'aime plus jamais ?), étaient les plus émouvantes sur 25.
Vanity Fair de Josh Duboff a estimé qu'un auditeur était plus susceptible de chanter All I Ask « sous [sa] douche encore et encore ». Christina Garibaldi de MTV l'a qualifiée de « chanson de désespoir », ajoutant qu'elle est « tellement émouvante » que l'auditeur peut « sentir le cœur d'Adèle se briser en un million de morceaux ».
Écrivant pour Entertainment Weekly, Leah Greenblatt a estimé que la chanson était un « classique » ... imprégnée d'une production majestueuse et d'une mélancolie mineure" qui affirmait qu'Adèle n'était pas la même que sur son album précédent "déversant la douleur de son cœur pulvérisé", mais quelqu'un qui peut se connecter avec des "émotions tendres". En mai 2018, Chuck Arnold a classé la chanson comme la huitième meilleure d'Adele pour Billboard, la qualifiant de « ballade meurtrière » et affirmant qu'Adele est une « bête vocale partout ».

## Performances graphiques
Après la sortie de 25, All I Ask a débuté à son apogée à la 66e place du classement des singles français. Il a également fait ses débuts à la 60e place du Scottish Singles Chart et à la 77e place du Billboard Hot 100.
Après sa performance au Carpool Karaoke en janvier 2016, la chanson est entrée à la 65e place du classement des singles australiens, à la 21e place du classement des téléchargements finlandais, à la 93e place du classement des singles irlandais et à la 41e place du classement des singles britanniques.
Il a ensuite atteint un nouveau sommet dans le classement des singles écossais, atteignant la 12e place. Sur Canadian Digital Songs, All I Ask a réussi à atteindre la 34e place en mars 2016. La chanson a atteint la huitième place du classement des chansons numériques des Pays-Bas. Sur Sweden Digital Songs, il a atteint la neuvième place. All I Ask a ensuite atteint la cinquième place du classement des chansons indépendantes britanniques du 22 janvier 2016. Il a été certifié platine par Music Canada (MC) et par la British Phonographic Industry (BPI).

## Performances live et reprises

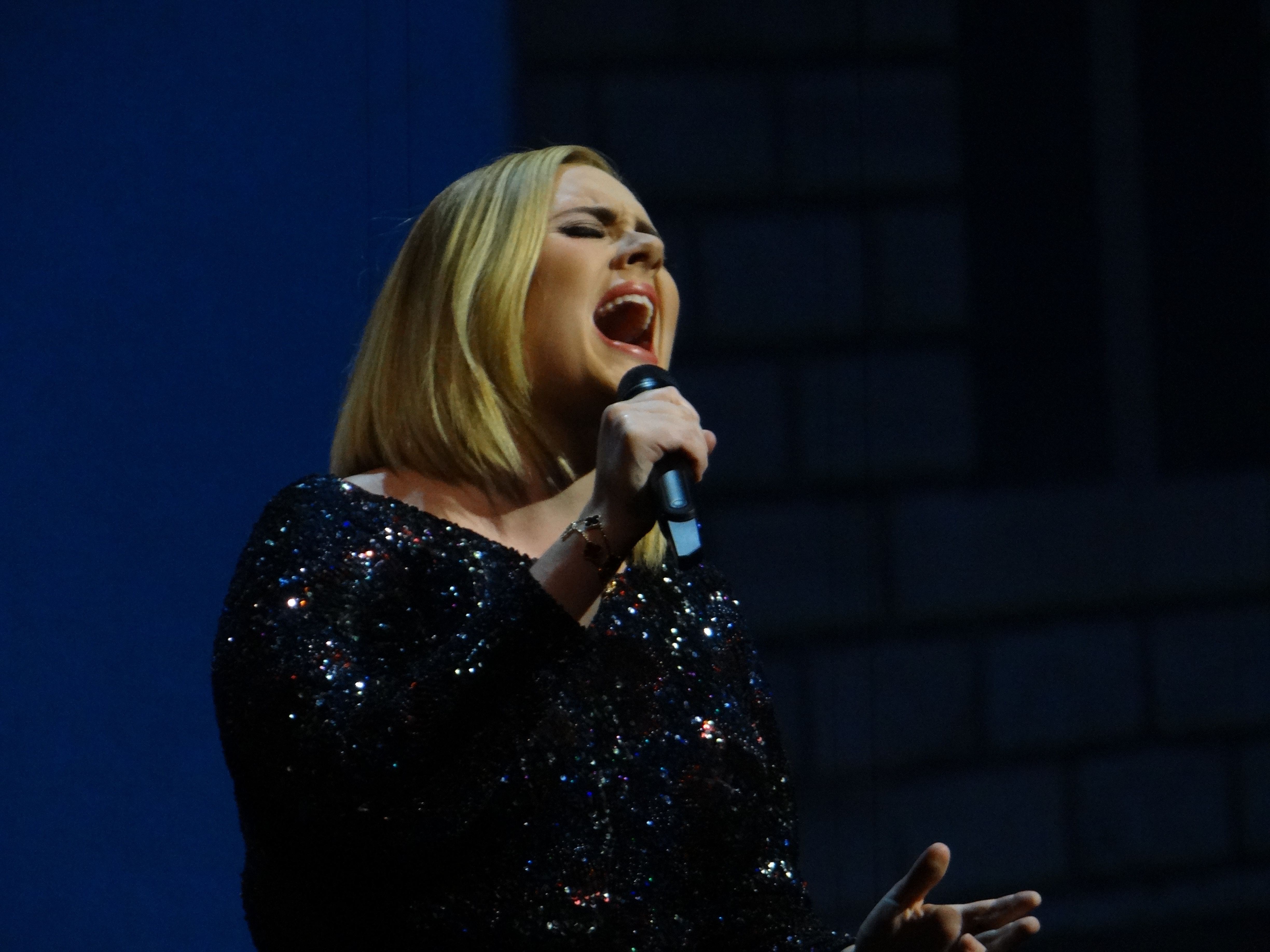
Adele chantant à la Bridgestone Arena de Nashville, Tennessee, lors de sa tournée Adele Live 2016

Adele a interprété la chanson pour la première fois lors de l'émission Adele Live à New York, qui a été enregistrée au Radio City Music Hall le 17 Novembre 2015 et diffusé sur NBC le 14 décembre 2015,. Dans une critique positive, Lily Karlin du Huffington Post l'a qualifié de « franchement irréel » et de performance « pour les âges ». Alyssa Bailey dans Elle a décrit la performance comme « à couper le souffle » et a déclaré que l'auditeur serait « époustouflé » par la voix d'Adèle. Lors d'un épisode de The Late Late Show avec James Corden en janvier 2016, Adele a inclus All I Ask dans le segment Carpool Karaoke.
Elle a interprété la chanson lors de la 58e cérémonie des Grammy Awards le 15 février 2016, rencontrant des problèmes techniques avec le son causé par les microphones du piano. En réponse à l'incident, elle a publié une explication sur Twitter : « Les micros du piano sont tombés sur les cordes du piano, c'est ce qui a produit le son de la guitare. Cela l'a fait sonner faux ». Neil Portnow, président de la Recording Academy, a revendiqué la responsabilité du problème, déclarant que « tout cela était un problème de notre part ». Deux jours plus tard, Adele a interprété All I Ask dans le Ellen DeGeneres Show.
Cette performance a été bien accueillie. Rappler a écrit qu'Adele avait « tué » (slayed) la chanson sur Ellen. Ella Ceron de Teen Vogue a partagé cette opinion, écrivant qu'elle « la tue (slayed), naturellement », et ajoutant qu'elle a interprété la chanson avec toute la puissance et l'émotion que « nous attendons » d'elle. Sarene Leeds dans The Wall Street Journal a écrit que la chanteuse s'est « rachetée » aux yeux du public avec cette « interprétation époustouflante ».
Adele a interprété All I Ask à certaines dates lors de sa tournée Adele Live 2016,. Bruno Mars et son groupe, les Hooligans, ont repris la chanson lors du BBC Radio 1 Live Lounge le 2 novembre 2016. Cette dernière performance a été nommée pour la meilleure chanson de reprise aux iHeartRadio Music Awards 2017.

## Crédits et personnel
Crédits adaptés des notes de pochette de 25
Emplacements
- Enregistré aux Glenwood Recording Studios, Burbank, Californie
- Mixé aux Electric Lady Studios, Greenwich Village, New York

Personnel
| - Adele – songwriting, lead vocals - Bruno Mars – songwriting, production - Philip Lawrence (en) – songwriting, production - Christopher Brody Brown – songwriting, piano - Greg Phillinganes – piano - The Smeezingtons – production - Charles Moniz – engineering | - Jacob Dennis – engineering assistant - Tom Elmhirst – mixing - Joe Visciano – mixing assistant - Tom Coyne – mastering - Randy Merrill – mastering - Ryan Smith – mastering vinyl |

## Graphiques
| Graphique (2015–2021)                                 | Culminer position |
| ----------------------------------------------------- | ----------------- |
| Australie ( ARIA )                                    | 65                |
| Canada ( Chansons numériques canadiennes populaires ) | 34                |
| 66                                                    |                   |
| Hong Kong ( HKRIA )                                   | 30                |
| Chansons numériques des Pays-Bas ( Billboard )        | 8                 |
| Graphique international de la Corée du Sud ( Gaon )   | 10                |
| Chansons numériques suédoises ( Billboard )           | 9                 |
| Suède Heatseeker ( Sverigetopplistan )                | 9                 |
| 41                                                    |                   |
| 5                                                     |                   |
| 77                                                    |                   |

## Certifications
[à compléter]